# Глазково (Дновский район)
Глазково — деревня в Дновском районе Псковской области России. Входит в состав Искровской волости.

## География
Деревня находится в северо-восточной части Псковской области, в зоне хвойно-широколиственных лесов, вблизи истока реки Славинки (приток Белки), на расстоянии примерно 10 километров (по прямой) к юго-западу от города Дно, административного центра района. Абсолютная высота — 78 метров над уровнем моря.

### Климат
Климат характеризуется как умеренно континентальный, с пасмурным и влажным летом и умеренно холодной зимой. Средняя многолетняя температура самого холодного месяца (января) составляет −7,7°С, температура самого тёплого (июля) — +17,4°С. Среднегодовое количество осадков — 588 мм.

### Часовой пояс
Деревня Глазково, как и вся Псковская область, находится в часовой зоне МСК (московское время). Смещение применяемого времени относительно UTC составляет +3:00.

## История
До 1 января 2006 года населённый пункт входил в состав Голубовской волости.

## Население
| 2001 | 2002 | 2010 |
| ---- | ---- | ---- |
| 25   | ↘17  | ↘8   |

Согласно результатам переписи 2002 года, в национальной структуре населения русские составляли 94 %.